# Siphonogorgia splendens
Siphonogorgia splendens är en korallart som beskrevs av Kükenthal 1906. Siphonogorgia splendens ingår i släktet Siphonogorgia och familjen Nidaliidae. Inga underarter finns listade i Catalogue of Life.